# Відео Осами бен Ладена 6 вересня 2007
Відео 2007 року з Осамою бен Ладеном спочатку з'явилося в банерній рекламі на вебсайті ісламських бойовиків, який регулярно використовувала Аль-Каїда, 6 вересня 2007 року. Реклама містила зображення бен Ладена і логотип медіа-виробничої компанії Аль-Каїди «Ас-Сахаб». Супровідне перекладене повідомлення звучало так: «Незабаром, з дозволу Аллаха, вийде нова візуальна стрічка, Шейх, Лев, Осама бен Ладен. Нехай Бог захистить його».
Реліз відео збігся у часі з 6-ю річницею Терористичного акту в США 11 вересня. Попередній раз бен Ладен з'являвся на відео у 2004 році.
До 7 вересня 2007 року влада Сполучених Штатів отримала копію відеозапису, хоча вона ще не була офіційно оприлюднена. Незабаром після цього інформаційне агентство Reuters оприлюднило 1-хвилинний уривок плівки, який воно отримало від BNO News.

## Вміст
Примітка: наступний опис був складений після розгляду відео та стенограми, розміщених на The Counterterrorism Blog
На відео бен Ладен сидить за столом у білому халаті, тюрбані та бежевому плащі. Його борода коротша, ніж у відео 2004 року, і має чорний колір, що змусило декого припустити, що вона була перефарбована. Назва відео "Рішення" з'являється у верхньому лівому кутку відеокадру. Відео триває приблизно 26 хвилин.
У відео бен Ладен звертається безпосередньо до "народу Америки", але не робить прямих погроз Сполученим Штатам. Він критикує недоліки американського суспільства і зовнішньої політики США, протиставляючи їх уявним чеснотам ісламу. Кілька разів згадуються теракт 11 вересня, а також війна в Іраку. Відео завершується пропозицією, щоб американці прийняли іслам.
Інші події та теми, які висвітлюються у відео:
- 62-га річниця США Ядерне бомбардування Хіросіми і Нагасакі
- Вплив конгресу, контрольованого демократами
- Вплив на Транснаціональну корпорацію
- Глобальне потепління та Кіотський протокол
- Війна в Афганістані
- Розпад Радянського Союзу
- Убивство Джона Кеннеді
- Війна у В'єтнамі
- Винищення корінних американських індіанців
- Іспанська інквізиція
- Винищення корінних американських індіанців
- Капіталістичні / комуністичні уряди, які "тримають свій народ за дурнів"

Серед них особи, згадані у відео:
- Колишній прем'єр-міністр Великої Британії Тоні Блер
- Колишній прем'єр-міністр Великої Британії Гордон Браун
- Колишній президент Франції Ніколя Саркозі
- Author and political activist Ноам Чомскі
- Автор і колишній аналітик ЦРУ Міхаель Шойер

Він пропонує глядачеві прочитати європейського мислителя, який передбачив падіння Радянського Союзу. Хоча його ім'я не називається, вважається, що бен Ладен має на увазі Еммануеля Тодда та його книгу "Після імперії: Крах американського порядку.
Бен Ладен пропонує звернути увагу на коментарі американського солдата, який служить в Іраку, на ім'я Джошуа:
Вам було б корисно послухати пронизливі послання ваших солдатів в Іраку, які платять за це своєю кров'ю, нервами і розтрощеними кінцівками.... Серед них - красномовне послання Ісуса Навина, яке він надіслав через ЗМІ, в якому він витирає сльози з очей і в різких виразах описує американських політиків і запрошує їх приєднатися до нього на кілька днів.
Коментарі солдата були зроблені в сюжеті ABC News від 16 липня 2007 року, і хоча бен Ладен приписує ці слова капралу Джошуа Лейку, який з'являється в сюжеті, їх авторство приписує собі.

## Питання щодо автентичності
Кілька особливостей у відео викликають сумніви щодо його автентичності:
- Осама бен Ладен підстригся під триммер, має чорнішу бороду і вдягнений у той самий одяг, що й на відео з жовтня 2004 року.[6][7]
- Усі згадки про поточні події, такі як 62-га річниця атомного бомбардування Японії, а також Саркозі та Браун, які є лідерами Франції та Великої Британії відповідно, з'являються, коли відео зупиняється.[8]

## Реакція на відео
Президент Джордж Буш виступає з промовою на саміті АТЕС у Сіднеї, Австралія:
Стрічка є нагадуванням про небезпечний світ, в якому ми живемо, і нагадуванням про те, що ми повинні працювати разом, щоб захистити наших людей.
У тій же промові:
Мені здалося цікавим, що на плівці згадується Ірак, що є нагадуванням про те, що Ірак є частиною війни проти екстремістів. Якщо Аль-Каїда згадує про Ірак, то це тому, що вони хочуть досягти своїх цілей в Іраку, а саме — вигнати нас звідти.

Радник з питань внутрішньої безпеки Френсіс Таунсенд в інтерв'ю Fox News Sunday:
Пам'ятайте, останній аудіозапис був у червні 2006 року. Останнє відео — перед самими виборами у жовтні 2004 року. Це найкраще, на що він здатен. Це людина на втіках, з печери, яка фактично безсила, окрім цих плівок.
Експерт з ісламських питань Сліман Абу Рахман (базується в Аммані, Йорданія) розмовляє з Аль-Джазірою:
У своїх попередніх промовах він пропонував їм перемир'я, а тепер просить їх навернутися. Я думаю, що це дуже далеко від реальності, і жодна політична організація з реалістичними політичними цілями не може мати такого неприйнятного політичного дискурсу.Колишній аналітик ЦРУ Майкл Шойер розмовляє з Вольфом Блітцером, ведучим "Ситуаційної кімнати" на CNN:
У його проханні до нас навернутися (в іслам) міститься дуже чітка погроза, що він збирається напасти на нас у дуже жорстокий спосіб. Пророк говорив мусульманам, що перед тим, як напасти на когось, треба попередити його, дати йому шанс навернутися і запропонувати перемир'я.

Шойер також представив більш детальний аналіз на сайті Джеймстаунської фундації.
Аналітик з питань безпеки М.Д. Гохел з Азійсько-Тихоокеанського фонду в інтерв'ю газеті The Washington Post:Воно має мову та ознаки Адама Ґадана і дуже нагадує його власні послання з точки зору стилю та змісту.

## Друге відео
11 вересня 2007 року з'явилося друге відео, на якому нібито Осама бен Ладен виголошує хвалебну промову на адресу нападника на літак 11 вересня Валіда аль-Шехрі. На відео голос, ідентифікований як голос бен Ладена, виголошує 14-хвилинне вступне слово. Голос лунає над нерухомим зображенням бен Ладена, одягненого і доглянутого, як він з'являється на відео від 7 вересня 2007 року. 33-хвилинний залишок запису - це відео, яке читає аш-Шехрі.